# Elena Congost Mohedano
Elena Congost Mohedano   (Castelldefels, 20 de setembre de 1987) és una atleta catalana de pista T12/B2. Va néixer amb una deficiència visual degenerativa, i és mestra resident a Catalunya. Ha competit als Jocs Paralímpics d'Estiu 2004, 2008, 2012, 2016 i 2024. Va guanyar una medalla d'argent a la cursa de 1500 metres llisos als Jocs del 2012 a Londres, un any després d'haver guanyat la mateixa prova al Campionat del Món d'atletisme IPC. En els Jocs Paralímpics d'estiu de 2016, va guanyar la marató. Als Jocs Olímpics d'Estiu de 2024 va acabar en tercera posició però va ser desqualificada per haver ajudat el seu guia a no caure.

## Personal
Elena Congost va néixer el 20 de setembre de 1987 a Barcelona amb una malaltia visual degenerativa hereditària. La seva visió va començar a deteriorar-se en edat escolar. Actualment és mestra d'escola. El 2011 va guanyar el premi de millor atleta discapacitada femenina al campionat d'esports de Castelldefels. El 2012, va ser receptora d'una beca de 20.000 € del Pla ADOP. El 2013 va compartir una habitació amb Mireia Belmonte com a esportista resident al Centre d'Alt Rendiment (CAR) de Sant Cugat del Vallès i fou premiada amb la medalla de plata del "Real Orden al Mérito Deportivo".

## Atletisme
Congost és atleta discapacitada de classe T12/B2, membre del club atlètic "ISS l'Hospitalet Atletisme" a L'Hospitalet de Llobregat. Al Campionat Mundial IPC del 2002 a França, va acabar setena en salt de llargada F12. El 2003, va ser cinquena als 100 metres i al salt de llargada dels Campionats Europeus d'Atletisme, va guanyar una medalla d'argent als 4×400 metres relleus i un 5è lloc en el salt llargada als Mundials d'Atletisme BSA al Quebec. Va ser setena en la cursa de 200 metres dels Jocs Paralímpics 2004. El 2006, va ser cinquena en la cursa de 800 metres del Campionats Mundials d'Atletisme. El 2007 va acabar tercera 600 metres del 2n Míting Internacional per Atletes Discapacitats. Va competir als Jocs Paralímpics 2008, on va acabar sisena en la cursa de 1.500 metres. El 2011, va acabar tercera en 800 metres T12 dels Mundials d'Atletisme IBSA a São Paulo.
Al Mundial d'Atletisme 2012 va guanyar una medalla de plata en 1.500 metres T12. Amb vint-i-quatre anys va guanyar una medalla de plata a la cursa de 1.500 metres dels Jocs Paralímpics 2012. El juliol de 2013 va participar en el Campionats de Món d'Atletisme IPC.
En els Jocs Paralímpics d'estiu de 2016, va guanyar la medalla d'or en la marató. Als Jocs Olímpics d'Estiu de 2024 va acabar en tercera posició però va ser desqualificada per haver ajudat el seu guia, Mia Carol, a no caure.